# WAY-267,464
WAY-267,464 je lek koji deluje kao nepeptidni agonist visokog afiniteta, potentnosti i selektivnosti za oksitocinski receptor, sa neznatnim afinitetom za vazopresinske receptore. Poznato je da prolazi kroz krvno-moždanu barijeru u znatno većoj meri nego oksitocin. U životinjskim ispitivivanjima proizvodi centralno-posredovano oksitocinergijsko dejstvo poput anksiolitičkih efekata, mada antidepresivno dejstvo nije evidentno.

## Spoljašnje veze
|  | Molimo Vas, obratite pažnju na važno upozorenje u vezi sa temama iz oblasti medicine (zdravlja). |